# Relicina gemmulosa
Relicina gemmulosa är en lavart som först beskrevs av Kurok., och fick sitt nu gällande namn av Streimann. Relicina gemmulosa ingår i släktet Relicina och familjen Parmeliaceae.   Inga underarter finns listade i Catalogue of Life.